# Авл Корнелий Косс (консул 428 года до н. э.)
Авл Корнелий Косс (лат. Aulus Cornelius Cossus, ум. ?420 до н. э.) — древнеримский политик, военный трибун с консульской властью 437 до н. э. или 426 до н. э., консул 428 до н. э., великий понтифик ?431—420 до н. э.
Представитель рода Корнелиев. По свидетельству Тита Ливия, в 437 до н. э. был военным трибуном с консульской властью. Участвовал в битве с вейянами и их союзниками. По сообщению Тита Ливия, лично убил царя Вей Ларса Толумния со словами:
«Тот ли это, кто нарушил договор меж людьми, кто попрал право народов? Так это его, если боги хотят, чтобы на земле осталось хоть что-то святое, я заколю, принеся жертву манам послов»
После этого Косс участвовал в триумфе, неся доспехи убитого им царя, которые считались очень почётным трофеем — spolia opima. Затем он посвятил их Юпитеру. Около 431 до н. э. стал великим понтификом. В 428 до н. э. стал консулом. Под 426 до н. э. Тит Ливий упоминает Авла Корнелия Косса в числе военных трибунов, однако не уточняет, был ли это тот же Косс. Умер предположительно в 420 до н. э.
Также Тит Ливий, живший на 400 лет позднее описываемых событий, называет Косса на редкость красивым человеком.